# Oklepna brigada Pinerolo
Oklepna brigada Pinerolo (italijansko Brigata Corazzata "Pinerolo") je oklepna brigada Italijanske kopenske vojske, ki je trenutno garnizirana v Apulii. 

## Zgodovina
Enota nadaljuje vojaško tradicije enote, ki izhaja iz leta 1831: Brigada Pinerolo (1831-1871, 1881-1926), 24. pehotna brigada (1926-1939), 24. pehotna divizija (1939-1943), Pehotna divizija Pinerolo (1952-1962), Pehotna brigada Pinerolo (1962-1975) in Motorizirana brigada Pinerolo (1975-1979) in Mehanizirana brigada Pinerolo (1979-1997).

## Organizacija
- Štab in taktična podpora (Sassari)
- 7. bersaljerski polk (Bari)
- 9. pehotni polk (Trani)
- 82. pehotni polk (Barletta)
- 21. jurišnoinženirski polk (Foggia)
- 21. samovozni artilerijski polk (Foggia)

Vsi polki imajo moč bataljona.

## Vodstvo
Poveljniki
- Brigadni general Luciano Neri
- Brigadni general Giancarlo Pascarelli
- Brigadni general Fabrizio Castagnetti
- Brigadni general Romeo Toni
- Brigadni general Franco Giannini
- Brigadni general Carmine Antonio Del Sorbo
- Brigadni general [[Danilo Erricov
- Brigadni general Michele Torres
- Brigadni general Attilio Borreca
- Brigadni general Agostino Biancafarina
- Brigadni general Roberto D'Alessandro
- Brigadni general Mario Ruggiero
- Brigadni general Carlo Lamanna